# Fanzara
Fanzara (en valencien et en castillan) est une commune d'Espagne de la province de Castellón dans la Communauté valencienne. Elle est située dans la comarque de l'Alto Mijares et dans la zone à prédominance linguistique castillane.

## Géographie
Le centre urbain se situe dans une vallée, au bord du fleuve Mijares, à une altitude de 239 mètres. Une grande partie de son territoire se compose de forêts, avec principalement des pins et de chênes verts. Ainsi, on compte 3140 ha de bois pour seulement 169 ha de cultures. Le relief est assez marqué, ce qui a une influence claire sur le paysage que l'on peut voir dans la localité. Toutefois ce paysage a été durablement marqué par de grands incendies dans les années 1980 et 1990. Bien que situé dans l'arrière-pays, l'altitude moyenne n'est pas excessivement élevée, et l'influence de la mer Méditerranée à proximité fait profiter Fanzara d'un climat très agréable.
Depuis Castellón de la Plana, on accède à cette ville par la CV-20, puis la CV-194.

### Localisation

Localisation de Fanzara
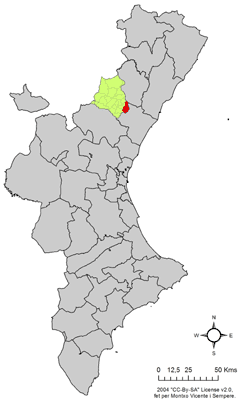
dans la Communauté valencienne.
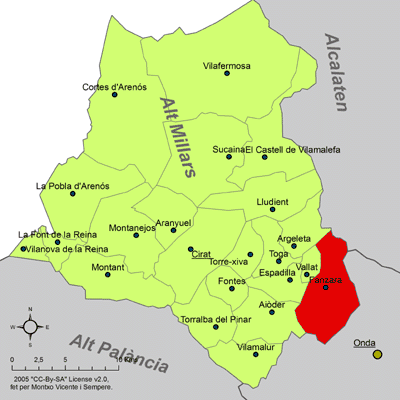
dans la comarque de l'Alto Mijares.

## Histoire
Village anonyme et enclavé situé à 96 km de Valence, Fanzara vit pendant des siècles de la culture de la vigne et des oranges. Devenue musulmane avec les conquêtes arabes, elle est reconquise au XIIIe siècle par le roi catholique Jacques Ier, d'où s'ensuit l'expulsion forcée des habitants arabes. Lors de la guerre civile espagnole, en 1936, une trentaine d'anarchistes venus de Barcelone assassinent 28 habitants du village, les accusant à tort d'être partisans de Franco. Une fracture entre conservateurs et gauche reste depuis prenante dans le village. Dans les années 1960, les hommes de Fanzara émigrent vers les industries du littoral mais reviennent chaque été dans le bourg avec leur famille.
Comptant un peu plus de 300 habitants pour la plupart retraités, Fanzara comprend une école, une épicerie et deux bars. Au début des années 2000, le maire José Centelles (en poste depuis 1991), présente aux villageois un projet de déchèterie dans les alentours, promettant de nombreux emplois. Un petit groupe de citoyens se mobilise alors contre le projet, craignant qu'il dégrade le parc naturel et les affluents de la rivière Mijares. Une fonctionnaire régionale réalise alors un examen minutieux, concluant que cette initiative risquait de contaminer la vallée où se trouve Fanzara. S'ensuivent des procédures juridiques mais le maire est réélu en 2007. Le groupe de militants dénonce pourtant une fraude électorale. Lors des élections municipales de 2011, une liste alternative est élue, qui stoppe le projet et en septembre 2014 créé un festival d'art mural qui attire des graffeurs espagnols, de Pologne ou du Brésil, qui participent à la revitalisation de Fanzara, devenu un musée à ciel ouvert attirant les touristes.

## Liste des maires

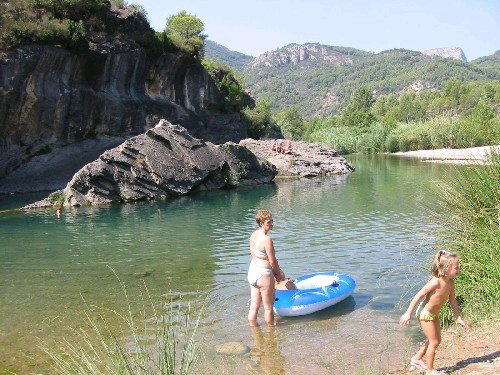
Le fleuve Mijares.

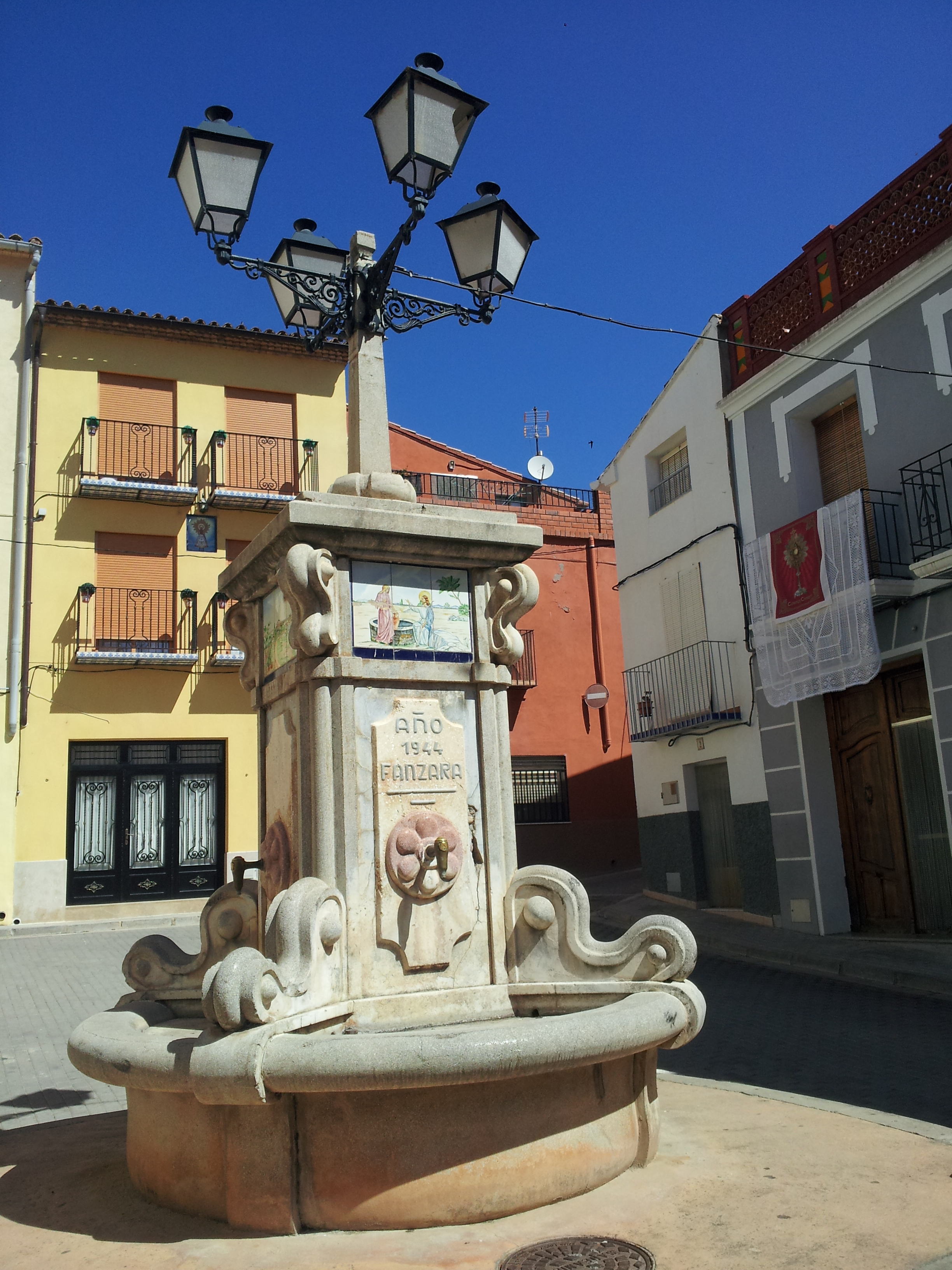

| Période | Période  | Identité                  | Étiquette | Qualité |
| ------- | -------- | ------------------------- | --------- | ------- |
|         |          |                           |           |         |
| 1979    | 1983     | Josep Mezquita Andrés     | UCD       |         |
| 1983    | 1987     | Josep Mezquita Andrés     | AP        |         |
| 1987    | 1991     | Josep Mezquita Andrés     | AP-PDP    |         |
| 1991    | 1995     | José Centelles Gustems    | UV        |         |
| 1995    | 1999     | José Centelles Gustems    | PP        |         |
| 1999    | 2003     | José Centelles Gustems    | PP        |         |
| 2003    | 2007     | José Centelles Gustems    | PP        |         |
| 2007    | 2011     | José Centelles Gustems    | PP        |         |
| 2011    | 2015     | Roberto Salisa Castillo   | PSPV-PSOE |         |
| 2015    | 2019     | Ana María Pastor Martínez | PSPV-PSOE |         |
| 2019    | en cours | María Luz Ortells Gas     | PSPV-PSOE |         |

## Démographie
| 1609 | 1990 | 1992 | 1994 | 1996 | 1998 | 2000 | 2002 | 2004 | 2005 | 2007 | 2016 |
| ---- | ---- | ---- | ---- | ---- | ---- | ---- | ---- | ---- | ---- | ---- | ---- |
| 1500 | 287  | 296  | 326  | 282  | 269  | 250  | 249  | 259  | 270  | 362  | 314  |